# Republikkrankenhaus Kaunas
Das Republikkrankenhaus Kaunas (lit. VšĮ Respublikinė Kauno klinikinė ligoninė) war ein Krankenhaus in Kaunas, der zweitgrößten Stadt Litauens.  Der Rechtsform nach war es Viešoji įstaiga, eine 'öffentliche Anstalt'. Es hatte etwa 1.500 Mitarbeiter.

## Geschichte
1952 wurde das 3. Krankenhaus Kaunas gegründet. In zwei ehemaligen Wohnhäusern wurden eine  Abteilung für Innere Medizin (mit 35 Betten) und eine Abteilung für Kinderkrankheiten (mit 5 Betten) eingerichtet. 1972 wurde es zur Klinik. Im September 2020 wurde das Krankenhaus ein Teil von Krankenhaus Kaunas der LSMU.

## Leitung
- 1952: V. Radzvila
- J.PIatūkis
- 1962  R. Dumčius
- Stasys Gendvilis